# Crabier
Ardeola
Genre
Ardeola est un genre d'oiseaux échassiers de taille moyenne de la famille des Ardeidae. Ils sont connus sous le nom normalisé de crabiers.

## Liste des espèces
D'après la classification de référence (version 14.1, 2024) de l'Union internationale des ornithologues, il y a 6 espèces du genre Ardeola (ordre philogénique) :
- Ardeola rufiventris (Sundevall, 1850) – Crabier à ventre roux ;
- Ardeola ralloides (Scopoli, 1769) – Crabier chevelu ;
- Ardeola idae (Hartlaub, 1860) – Crabier blanc ;
- Ardeola grayii (Sykes, 1832) – Crabier de Gray ;
- Ardeola bacchus (Bonaparte, 1855) – Crabier chinois ;
- Ardeola speciosa (Horsfield, 1821) – Crabier malais.